# Заречный, Игорь Семёнович
Игорь Семёнович Заречный (укр. Зарічний Ігор Семенович; 17 марта 1936 — 19 декабря 2020) — украинский советский скульптор.

## Биография
Заниматься скульптурой начал ещё в детстве. Первой работой 12-летнего Игоря стала вырезанная простым ножом небольшая фигура воина со знаменем, которую он подарил отцу-фронтовику Великой Отечественной войны, участнику Корсунь-Шевченковской операции, на 23 февраля.
Следуя примеру отца поступил в артиллерийское училище. После его окончания (1958) проходил военную службу в Деснянском гарнизоне, а затем в Киеве. С намерением поступить в военную академию им. Дзержинского уехал в Москву: экзамены сдал успешно, но не прошёл медкомиссию. По возвращении в Киев подал документы в художественный институт. С 1966-го учился искусству заочно и продолжал службу в «Десне», где и начал испытывать свои силы как профессиональный скульптор. В 1968—1969 годах самостоятельно создал Аллею 26-ти героев воинской части, участвовавшей в форсировании Днепра. Под руководством Алексея Олейника как скульптор в течение нескольких лет обустраивал плац соединения.
В 1974 году Игоря Заречного перевели в КСУ на должность воспитателя. В это время создает памятник Суворову и аллею полководцев. В 1991—1993 годах сотрудничает с Михаилом Сикорским, директором Переяславского историко-культурного заповедника. В это время создает памятный знак Тарасу Федоровичу, памятник Григорию Сковороде, установленный на территории ПХДПУ.
В 2000 победил в конкурсе проектов памятника «Казацкой славы» в Черкассах однако с его возведением вышла задержка. В 2002—2004 года на Житомирщине установлены памятники гетману Выговскому (Выгову) и Самойловичу (Ходоркову).
С 2005 года работал над созданием историко-культурного заповедника «Древлянская Русь». В рамках проекта в Коростене на древнерусском городище были установлены разработанные художником памятники: древлянскому князю Малу, Малуше и юному Владимиру, княгине Ольге, Покрову Божией Матери и Добрыне.
В течение следующих 10 лет разработал девятнадцать проектов памятника поэту Василию Симоненко, завершил бронзовый композиционный портрет полковника Ивана Богуна и памятник Железняк и Гонта в Умани.

## Известные работы
- памятник А. Суворову (1974),
- памятник М. Фрунзе (1978),
- памятник односельчанам, павшим во время Великой Отечественной войны (1983);
- парк агрофирмы «Заря», Ровненская область,
- памятник «Слово о полку Игореве» (1993),
- памятник Г. Сковороде (1997),
- памятник гетману И. Выговскому (2002),
- памятник И. Самойловичу,
- памятник князю Малу (2005),
- памятник княгине Ольге (2008);
- памятный знак в честь победы украинского козацко-крестьянского войска над польской шляхтой под Переяславлем на Борисове поле (1995),
- статуя Покрова Пресвятой Богородицы (2006).

## Галерея

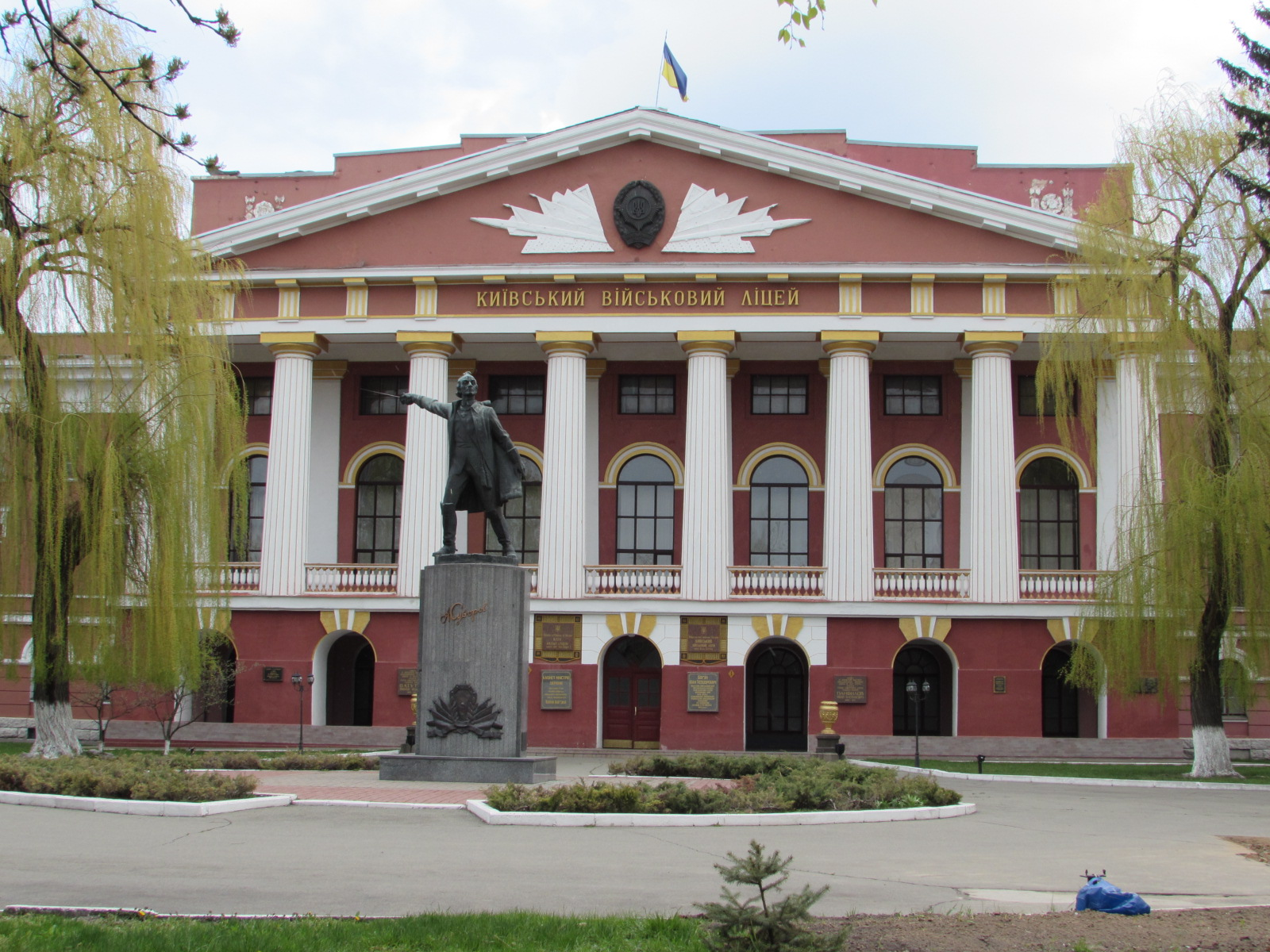
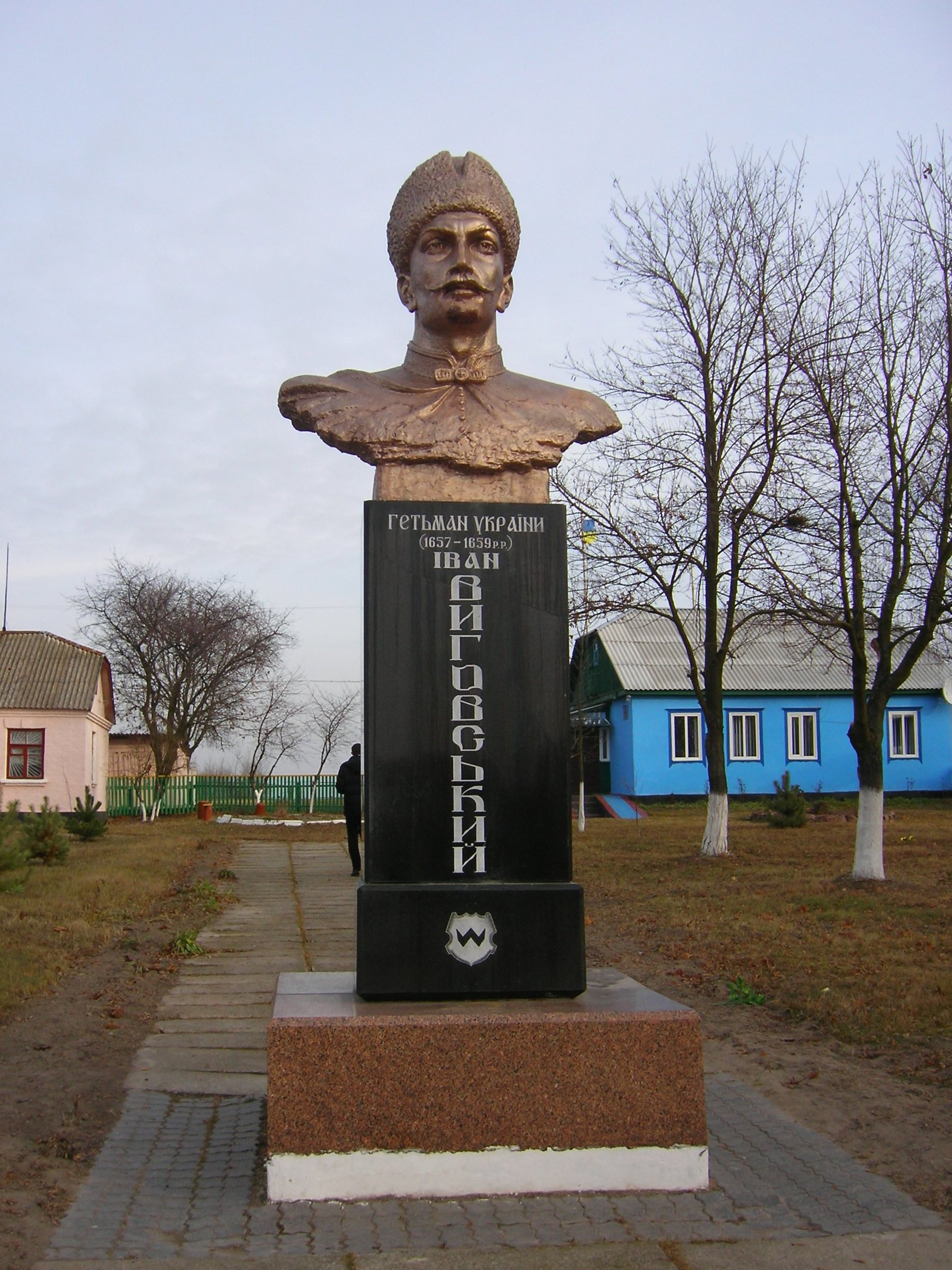